# مونتیونکوی

مونتیونکوی شهری در شهرستان سولنزو در استان بانوا در بورکینافاسوی غربی است و جمعیت آن ۷۸۶ نفر است.